# ラファエル・ホルツデッペ
ラファエル・マルセル・ホルツデッペ（Raphael Marcel Holzdeppe、1989年9月28日 - ）はドイツの陸上競技選手、2013年世界選手権男子棒高跳金メダリスト。カイザースラウテルン生まれ。身長181cm、体重79kg。LAZツヴァイブルッケン (LAZ Zweibrücken) 所属。2012年までツヴァイブリュッケンに居住し、1996年アトランタオリンピック男子棒高跳銅メダリストであるアンドレイ・チボンチクの指導を受けていた。現在のコーチは、ショーンシー・ジョンソン。

## 経歴
ホルツデッペは生後間もなくドイツ人夫婦の養子となり、生みの親の顔を知らない。小学校の頃に地元のクラブであるLAZツヴァイブリュッケン (LAZ Zweibrücken) に入り、10歳で棒高跳を始めた。柔道と体操競技の経験があり、バスケットボールの選手でもあった。
2006年8月、北京で開かれた世界ジュニア選手権で国際大会のデビューを飾り、5m30をマークして5位入賞の成績を残した。2008年6月28日、ビーベラハ・デア・リスで行われた競技会で5m80を成功し、1989年にソビエト連邦のマクシム・タラソフが記録したジュニア世界記録に並んだ。その数日後ビドゴシチで開かれた世界ジュニア選手権で5m40を記録し、ポーランドのパヴェウ・ヴォイチェホフスキらを抑えて優勝、世界ジュニアチャンプとなる。ホルツデッペは同年8月の北京オリンピックドイツ代表に選出された。オリンピックでは決勝進出を果たして、5m60を2回目の試技で成功し8位入賞の成績を残した。同年、ヨーロッパ陸上競技連盟のアスリートオブザイヤーでヨーロッパ最優秀新人選手賞 (Rising Star) を受賞した。
2009年、7月にカウナスで開かれたヨーロッパU-23選手権は5m65の記録で優勝した。同時期、ホルツデッペはツヴァイブリュッケンのヘルムホルツ・ギムナジウムでアビトゥーアを終えた。2011年8月、大邱で開かれた世界選手権は5m50の記録で予選A組10位となり、決勝進出はならなかった。
2012年1月21日、ホルツデッペはジンデルフィンゲンで行われた室内競技会で自己ベストを5m72に伸ばす。同月27日にケムニッツで行われた室内競技会でマルテ・モーアに敗れて2位となったが再び5m72を記録した。2月14日、リエヴァンで行われた室内競技会ミーティング・デュ・パ＝ドゥ＝カレ (meeting du Pas-de-Calais) は自己ベストタイの5m72をマークし、ロマン・メニル、コンスタディノス・フィリピディスを抑えて優勝した。2月26日にカールスルーエで行われた室内競技会では自己ベストを5m82に伸ばし、ビョルン・オットー、モーアに次ぐ3位となった。
同年7月1日、ホルツデッペはヘルシンキで開かれたヨーロッパ選手権で5m50・5m72・5m77の試技を1回でクリアし、モーアらとの3位争いを制して銅メダルを獲得した。8月10日、ロンドンオリンピックは5m85を3回目にクリアしてメダルを確定させると、自己ベストを10cm更新する5m91を1回でクリアした。5m97は成功しなかったが3位となり銅メダルを獲得した。
ロンドンオリンピック後、モーアらのコーチであるショーンシー・ジョンソン (Chauncey Johnson)　の指導を受けるため、2013年からミュンヘンに住まいを移した。
2013年6月6日、ローマで行われたゴールデンガラは5m91の自己ベストタイで優勝した。同年8月12日、モスクワで開かれた世界選手権決勝は、5m50をパスし5m65を1回でクリア。5m75もパスした後5m82・5m89をそれぞれ1回でクリアして首位で試合を進め、試技数の差でルノー・ラビレニとの争いを制して優勝を飾った。ホルツデッペは男子棒高跳史上初めて、世界選手権・世界ジュニア選手権両方を制した選手となった。

## 主な戦績
| 年   | 大会                 | 開催地     | 順位 | 記録 |
| ---- | -------------------- | ---------- | ---- | ---- |
| 2008 | 世界ジュニア選手権   | ビドゴシチ | 1位  | 5m40 |
| 2008 | オリンピック         | 北京       | 8位  | 5m60 |
| 2009 | ヨーロッパU-23選手権 | カウナス   | 1位  | 5m65 |
| 2011 | 世界選手権           | 大邱       | 予選 | 5m50 |
| 2012 | ヨーロッパ選手権     | ヘルシンキ | 3位  | 5m77 |
| 2012 | オリンピック         | ロンドン   | 3位  | 5m91 |
| 2013 | 世界選手権           | モスクワ   | 1位  | 5m89 |
| 2015 | 世界選手権           | 北京       | 2位  | 5m90 |

## 自己記録
| 種目        | 記録 | 場所                    | 日付                        |
| ----------- | ---- | ----------------------- | --------------------------- |
| 棒高跳 屋外 | 5m91 | ロンドン ローマ         | 2012年8月10日 2013年6月6日  |
| 棒高跳 室内 | 5m82 | カールスルーエ ルーアン | 2012年2月26日 2013年2月26日 |